# Saba-Nur Cheema

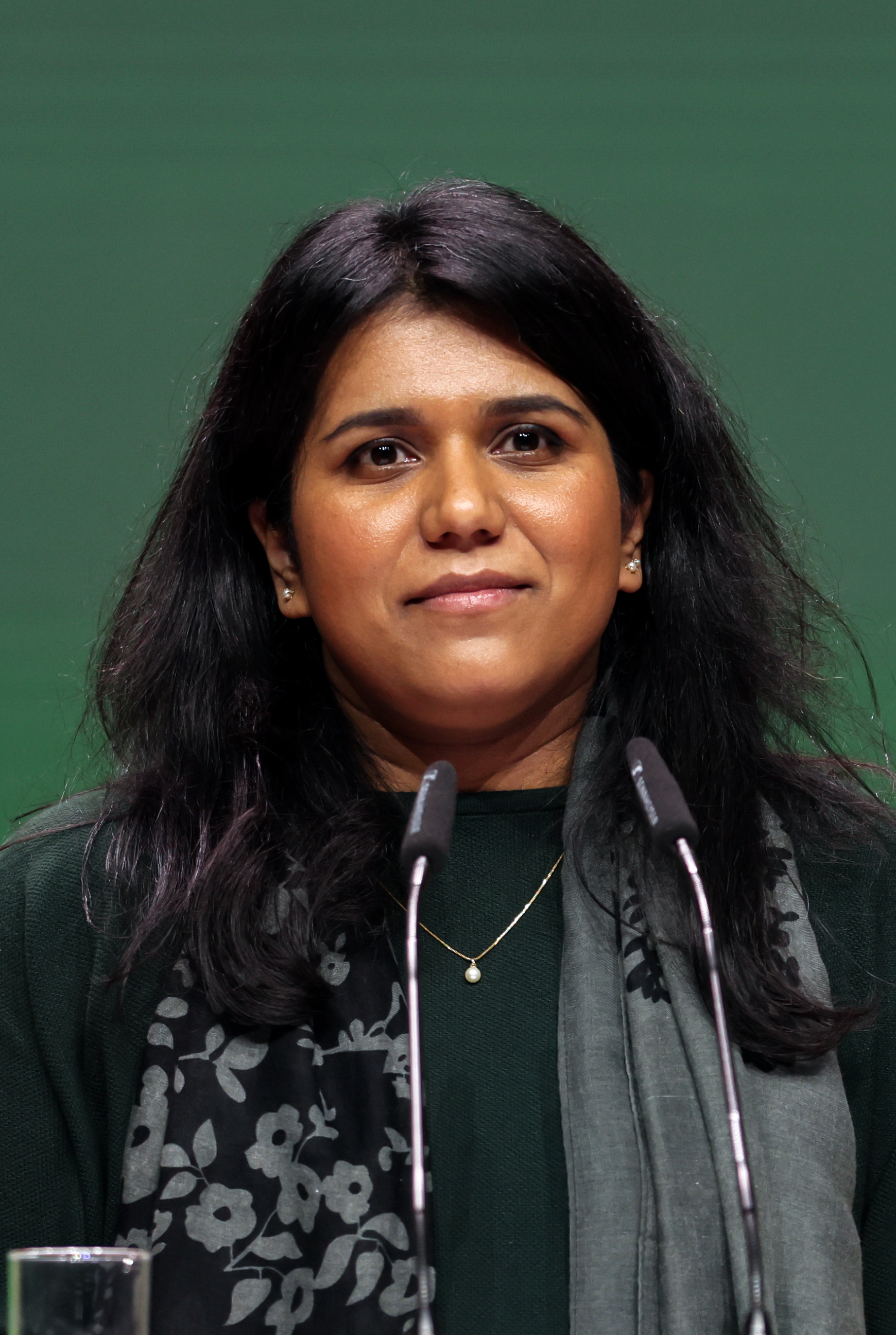
Saba-Nur Cheema, November 2023

Saba-Nur Cheema (* 1987 in Frankfurt am Main) ist eine deutsche Politologin und Publizistin. Sie arbeitet in der politischen Bildung und berät die Bundesregierung zur Islamfeindlichkeit.

## Leben und Wirken
Saba-Nur Cheema ist Tochter muslimischer pakistanischer Eltern, die als Flüchtlinge nach Deutschland gekommen waren. Sie wuchs in Frankfurt am Main auf und studierte dort Politikwissenschaft, Geschichte und Volkswirtschaftslehre an der Johann Wolfgang Goethe-Universität, wo sie ihren Diplom-Abschluss erhielt. Sie ist Lehrbeauftragte an der Frankfurt University of Applied Sciences im Fachbereich Soziale Arbeit. 2014 wurde sie an der Bildungsstätte Anne Frank Bildungsreferentin, von 2015 bis 2021 war sie Leiterin der Pädagogischen Programme. Cheema entwickelte Projekte und Methoden für die historisch-politische Bildung, um rechten Ideologien, Diskriminierung und Rassismus zu begegnen. Schwerpunkte ihrer Arbeit sind Antisemitismus und Islamfeindlichkeit.
Während der Corona-Pandemie 2020 stellte sie mit ihrem Team ein umfangreiches Programm mit digitalen Formaten für die politische Bildung zusammen. Seit 2021 ist sie Wissenschaftliche Mitarbeiterin in einem Projekt am Fachbereich Erziehungswissenschaften der Goethe-Universität, in dem untersucht wird, wie Kinder im Vorschul- und Grundschulalter im Kindergarten und der Grundschule „in ihrer alltäglichen sozialen Praxis Bezug nehmen auf gesellschaftlich relevant(e) (gemachte) Unterscheidungen nach Religion, phänotypischen Merkmalen wie Hautfarbe, sprachlicher, kultureller oder nationaler Differenz“.
Im September 2020 wurde Saba-Nur Cheema von Bundesinnenminister Seehofer in den „Unabhängigen Expertenkreis Muslimfeindlichkeit“ berufen, der als Reaktion auf rassistische und islamfeindliche Ereignisse sowie terroristische Anschläge wie den Anschlag in Hanau und weitere bekannt gewordene Anschlagsplanungen neu gegründet wurde. Das Gremium bestand aus zwölf Vertretern aus Wissenschaft und Praxis und soll „Muslimfeindlichkeit analysieren und auf Schnittmengen mit antisemitischen Haltungen sowie anderen Formen gruppenbezogener Menschenfeindlichkeit hin untersuchen“. Dabei sollten „praxisorientierte Ansätze“ erarbeitet werden. Der Bericht mit Handlungsempfehlungen für Politik, Verwaltung und Gesellschaft wurde vom Bundesinnenministerium im Juni 2023 unter dem Titel Muslimfeindlichkeit – Eine deutsche Bilanz veröffentlicht. Das Bundesinnenministerium zog den Bericht Anfang März 2024 nach einer Gerichtsentscheidung wieder zurück.
Cheema ist mit Meron Mendel verheiratet, mit dem sie gemeinsam seit Juli 2021 die Kolumne Muslimisch-jüdisches Abendbrot im Feuilleton der Frankfurter Allgemeinen Zeitung schreibt.
Seit Dezember 2022 ist sie Mitglied im PEN Berlin.

## Positionen und Rezeption
In der öffentlichen Debatte ist Saba-Nur Cheema mit Publikationen und in Diskussionsveranstaltungen vertreten und wird als Expertin in Interviews zu den Themen ihrer Arbeit, zu gesellschaftlichen Entwicklungen und aktuellen Ereignissen befragt.
Sie versteht ihre Bildungsarbeit als Moderation der Diskurse um „die Frage, wie wollen wir eigentlich heute zusammenleben“. Die gegenwärtigen gesellschaftlichen Widerstände seien ein Reflex, der verdeutliche, dass People of Color und Menschen mit Migrationshintergrund sichtbarer werden. In einer pluralen Gesellschaft käme es auf die Fähigkeit an, Widersprüche, Multiperspektivität und Mehrdeutigkeit aushalten zu können. Sie vertritt in Artikeln und Interviews, dass der Holocaust nicht nur eine deutsche, sondern Teil der Menschheitsgeschichte ist, und gegenwärtige antisemitische Feindbilder, die überall auf der Welt und in jeder Community existierten, eine gesamtgesellschaftliche Herausforderung seien. Auch das Existenzrecht Israels zu hinterfragen, speise sich aus einer antisemitischen Logik. Beim antimuslimischen Rassismus gehe es um Menschen, die als Muslime gesehen werden. Jede Form von Kritik an islamisch legitimierten Verhaltensweisen als rassistisch zu bewerten, hält sie jedoch für problematisch. Cheema setzt sich für einen „vielfältigen Islam“ ein, sie stehe für Kontroverse und Debatte. 2020 erhielt sie von Instagram-Accounts, die der Verfassungsschutz der islamistischen Bewegung Hizb ut-Tahrir zuordnet wurden, Morddrohungen und Hassbotschaften.
Mit Eva Berendsen und Meron Mendel, die ebenfalls in der Bildungsstätte Anne Frank arbeiten und dort laut dem Rezenten der Frankfurter Rundschau Viktor Funk oft mit Vorurteilen konfrontiert sind,  gab sie 2019 den Band Trigger Warnung heraus, der mehrfach rezensiert und in die Schriftenreihe der Bundeszentrale für politische Bildung aufgenommen wurde. Er versammelt Beiträge von und mit 20 Autorinnen und Autoren, die sich mit linker Identitätspolitik auseinandersetzen, und plädiert für eine offene Streitkultur. In dem Abschlusskapitel fordern die drei Herausgeber ein „Ende der Entschuldigungsgesetze“ und eine  handlungsorientierte Politik gegen rechte Identitätsstrategien und rechte Politik und auch Errungenschaften linker Politik konstruktiv zu feiern.

## Auszeichnungen
2024 wurde ihr gemeinsam mit ihrem Ehemann das Bundesverdienstkreuz am Bande verliehen.
Am 9. März 2025 wurde ihr gemeinsam mit Meron Mendel die Buber-Rosenzweig-Medaille verliehen.
Am 11. Mai 2025 erhielt sie zusammen mit ihrem Ehemann den Hermann-Sinsheimer-Preis.

## Veröffentlichungen

### Bücher
- mit Eva Berendsen und Meron Mendel (Hrsg.): Trigger Warnung. Identitätspolitik zwischen Abschottung, Allianzen und Abwehr. Verbrecher Verlag, Berlin 2019, ISBN 978-3-95732-380-4. 2021: Schriftenreihe der Bundeszentrale für politische Bildung. Band 10756.
- mit Meron Mendel und Sina Arnold (Hrsg.): Frenemies. Antisemitismus, Rassismus und ihre Kritiker*innen. Verbrecher Verlag, Berlin 2022, ISBN 978-3-95732-538-9.
- mit Meron Mendel: Muslimisch-jüdisches Abendbrot. Das Miteinander in Zeiten der Polarisierung. Kiepenheuer & Witsch, Köln 2024, ISBN 978-3-462-00742-8

### Beiträge in Sammelwerken
- “Who Here Is a Real German?” German Muslim Youths, Othering, and Education, mit H. Julia Ekser. In: James A. Banks (Hrsg.): Citizenship Education and Global Migration. Implications for Theory, Research, and Teaching, American Educational Research Association, Washington, DC 2017, ISBN 978-0-935302-63-9, S. 161–184
- Gleichzeitigkeiten: Antimuslimischer Rassismus und islamisierter Antisemitismus – Anforderungen an die Bildungsarbeit. In: Meron Mendel, Astrid Messerschmidt (Hrsg.): Fragiler Konsens. Antisemitismuskritische Bildung in der Migrationsgesellschaft, Campus Verlag, Frankfurt a. M. 2017, ISBN 978-3-593-50781-1, S. 61–76
- „Das hat doch nichts mit dem Islam zu tun!“. Muslime im Extremismustheater, in: Eva Berendsen, Katharina Rhein, Tom Uhlig (Hrsg.): Extrem unbrauchbar. Über Gleichsetzungen von links und rechts, Verbrecher Verlag, Berlin 2019, ISBN 978-3-95732-408-5, S. 155–168.[24]
- (K)Eine Glaubensfrage. Religiöse Vielfalt im pädagogischen Miteinander. In: Karim Fereidooni, Stefan E. Hößl (Hrsg.): Rassismuskritische Bildungsarbeit. Reflexionen zu Theorie und Praxis, Wochenschau Verlag, Frankfurt a. M. 2021, ISBN 978-3-7344-1188-5, S. 109–118

### Artikel
- Antisemitische Narrative in deutsch-islamistischen Milieus. Bundeszentrale für politische Bildung, 21. Januar 2020
- Toxische Rhetorik. In: analyse & kritik Zeitung für linke Debatte & Praxis, 17. März 2020
- Leerstelle Antisemitismus. Essay von Saba-Nur Cheema und Meron Mendel zur Causa Achille Mbembe, Taz, 24. April 2020
- Kritik und Kritik an der Kritik. Warum die BDS-Debatte in eine Sackgasse führt. In: Texte zur Kunst, Heft Nr. 119/September 2020 „Anti-Antisemitismus“.[25]
- Verschwörungserzählungen und politische Bildung. Aus Politik und Zeitgeschichte 35–36/2021, Bundeszentrale für politische Bildung, 27. August 2021
- Erinnerung an den Holocaust. „Die Schoah ist nicht nur deutsche, sondern Menschheitsgeschichte.“ Aus: Die Zeit, Nr. 5/2022